# Певницький Василь Федорович
Певницький Василь Федорович (29 лютого 1832, Васильєвський Погост Муромського повіту Владимирської губернії (нині Мале Юр'єво), Російська імперія — 12 липня 1911, Київ, Російська імперія) — випускник і викладач Київської духовної академії, гомілет, пасторолог, педагог, релігійний публіцист, громадський діяч, мемуарист.

## Життєпис
Навчався у Муромському духовному училищі (1841—1846), Владимирській духовній семінарії (1846—1851). Як найуспішніший із учнів, мав продовжувати навчання у Московській духовній академії, однак на власне бажання був рекомендований до вступу у Київську духовну академію, де навчався в 1851—1855 роках. Здобув ступінь магістра богослов'я та словесних наук. Випускний твір присвятив темі: «Критический взгляд на реформацию, произведенную Лютером». Після навчання залишився у академії на посаді бакалавра кафедри загальної словесності.
З 1860 року — екстраординарний професор загальної словесності, з 1862 рок — ординарний професор кафедри церковної словесності. Читав курси гомілетики та історії проповідництва, пастирського богослов'я, викладав німецьку мову, загальну словесність. У 1872 році здобув ступінь доктора богослов'я. Залишався в штаті Київської духовної академії до самої своєї відставки у 1905 році.
Був членом церковно-археологічного товариства при академії. На заповідані кошти та зібрані благодійні кошти у Київській духовній академії було засновано 2 премії імені Певницького за найкращі гомілетичні твори студентів. Був обраний почесним членом Київської духовної академії, затверджений у статусі понадштатного ординарного професора із правом членства у раді академії, засідання якої відвідував майже до останніх днів життя.
Помер у Києві, похований на нижньому кладовищі Київського Свято-Вознесенського Флорівського жіночого монастиря.

## Науково-творча спадщина
Був науковим редактором журналів «Воскресное чтение» (1879–83) та «Труды Киевской духовной академии» (1890—1905); долучався до підготовки ювілейних видань з нагоди 50-річчя академії (1869), святкування 900-річчя Хрещення русі та ін., видання серії «Приходская библиотека» (редактор-упорядник у 1893—1903).
Залишив значний творчий доробок у царині історії та теорії гомілетики, пастирського богослов'я, історії та теорії літератури, патрології, порівняльного богослов'я, педагогіки, релігійної публіцистики. Відомий як автор низки монографічних праць та численних статей, рецензій, критико-бібліографічних оглядів, проповідей, промов та інших публікацій (інколи за криптонімами: «В. П.», «П.», «П-цкий, В.», «Z.») у церковній і світській періодиці. Першим виокремив гомілетику як самостійну богословську дисципліну, курс якої містив «історію проповідництва в стародавній християнській церкві на сході і заході», «епохи „середніх віків на заході“», а також у російській церкві до XV ст.". Найвищу оцінку сучасників отримали його проповіді на великопісних пасіях, виголошені у Києво-Братському Богоявленському монастирі у 1858—1904 роках. Залишив мемуари, які є джерелом з історії академії і російської духовної освіти XIX — початку ХХ ст.
За словами Дмитра Богдашевського, ректора Академії та багаторічного редактора «Трудов…», Певницький «був великим художником слова… Він почав з проповіді Іоанна Хрестителя і довів історію проповіді до наших днів. Опублікувавши кілька статей з пастирства, він потім у великій своїй праці змалював живий образ пастирського служіння. Теж саме він зробив і у галузі церковного красномовства. Професор все своє життя віддав Академії, створив цілу школу учнів і послідовників і збагатив вітчизняну богословську науку».

### Праці
- Образ Господа и Спасителя нашего Иисуса Христа, как учителя // Труды Киевской духовной Академии. — 1868. — № 3. — С. 374—418.
- Педагогические заметки // Труды Киевской духовной Академии. — 1866. — № 7. — С. 331—352.
- Педагогические заметки // Труды Киевской духовной Академии. — К., 1866. — № 9. — С. 124—156.
- В каком виде может и должна быть поставлена кафедра гомилетики // Труды Киевской Духовной Академии. — 1863, № 3.
- Позднейшие протестантские гомилетики // Труды Киевской Духовной Академии. — 1887, № 2,

- Св. Григорий Двоеслов, его проповеди и гомилетические правила. — Киев: тип. Киевопечер. лавры, 1871. — [4], 339 с..
- Св. Лев Великий и его проповеди. — Киев, 1871
- Четыре слова о любостяжании, сказанные на пассиях в течение великого поста (в 1876 году). — Киев, 1876.
- Воспоминания о покойном митрополите Киевском Арсении. — Киев, 1877.
- Следы проповедничества в древнейшей отеческой письменности. — Киев, 1878.
- Религия в обществе человеческом. — Киев, 1880.
- Религия и семейство. — Киев, 1880.
- Протоиерей Александр Михайлович Воскресенский, экстраординарный профессор Киевской дух. академии. — Киев, 1884.
- Святой Ипполит, епископ римский и дошедшие до нас памятники его проповедничества. — Киев, 1885.
- Священник: Приготовление к священству и жизнь священника. — Киев: тип. Г. Т. Корчак-Новицкого, 1885. — [4], 265 с.;
- Священник: приготовление к священству и жизни священника. — 2-е изд. — Киев: Тип. А. Н. Иванова, 1886. — [3], 275, IV c.
- Служение священника в качестве духовного руководителя прихожан. — Киев, 1890.
- Служение священника в качестве духовного руководителя прихожан. — Киев, 1891.
- Священник: Приготовление к священству и жизнь священника. — 4-е изд. — Киев: тип. Г. Т. Корчак-Новицкого, 1891. — 277, IV с.
- Образование отцов-проповедников IV века. — Киев, 1892.
- Из истории гомилетики: Первая самая древняя гомилетика. — Киев, 1892.
- Священство: основные пункты в учении о пастырском служении. — Киев, 1892.
- Средневековые гомилетики. — Киев, 1895.
- Священник: Приготовление к священству и жизнь священника. — Киев, 1897.
- Священство: Основные пункты в учении о пастырском служении. — Киев, 1897.
- Служение священника в качестве духовного руководителя прихожан. — СПб., 1898.
- Из истории гомилетики. Гомилетика в новое время, после реформации Лютера. — Киев, 1899.
- О счастии. Где ищут счастия и где нужно искать его? — Киев, 1900.
- Об отношении к церкви нашего образованного общества. — Киев, 1902.
- Христианский взгляд на скорби и страдания, нас постигающие. — Киев, 1902.
- О загробной жизни: Что ожидает нас за гробом? — Киев, 1903.
- Сборник слов, произнесенных в церкви Киево-Братского монастыря на вечернем богослужении, известном под именем пассии. — СПб., 1905.
- Церковное красноречие и его основные законы. — Киев: тип. И. И. Горбунова, 1906. — [4], IV, 296 с..
- Церковное красноречие и его основные законы. — СПб., 1908.
- Мои воспоминания. Ч. 1—2. — Киев, 1910—1911.
- Мои воспоминания: служение в акад. в должности проф. — Киев: тип. АО «Петр Барский в Киеве», 1912. — [2], 87 с..